# Dianthus holopetalus
Dianthus holopetalus là loài thực vật có hoa thuộc họ Cẩm chướng. Loài này được Turcz. mô tả khoa học đầu tiên năm 1854.